# Кау-Кау (река)
Кау-Кау (исп. Río Cau-cau) — река в Чили.
Расположена к северу от острова Теха, который соединяет реку Крусес с рекой Калье-Калье.
Вместе с Калье-Калье даёт начало реке Вальдивия, в которую затем, к югу от острова Теха вбирает воды реки Крусес.
Длина реки — 3 км.

## Использование
Судоходна для небольших плавающих средств.
Суда, производимые на верфях ASENAV на реке Калье-Калье, буксируют по ней в море, так как мост Вальдивия делает невозможным проводку крупных судов.
На берегах Кау-Кау находится много объектов Южночилийского университета, в том числе Ботанический сад.